# William Wauer
William Wauer (26. října 1866 Oberwiesenthal – 10. března 1962 Berlín) byl německý sochař a režisér. V roce 1937 byla jeho díla spolu s mnoha dalšími vystavena na výstavě Entartete Kunst v Mnichově.

## Průmyslový design
William Wauer přijel kolem roku 1900 do Drážďan a tehdy výraz „průmyslový design“ téměř nikdo neznal. Povědomí o nutnosti tvarování produktů průmyslového odvětví získal Wauer pravděpodobně v USA. Díky stále se zvyšující industrializaci chrlil trh do poloviny 19. století velké množství zboží, nebylo nutné řešit jeho design. To se ovšem radikálně změnilo s přelomem století. Umělecké ztvárnění a výroba se měli stát jedním. Tehdy začal Wauer jako vůbec jeden z prvních navrhovat značky, inzeráty a přebaly na „značkové“ produkty, kterými se stalo přestavěné zboží hromadné spotřeby.